# Jean-Pierre Lepointe
Cet article possède un paronyme, voir Lepoint.
 (octobre 2023).
Jean-Pierre Lepointe, né le 24 avril 1947 à Yaoundé(Afrique-Équatoriale française, aujourd'hui au Cameroun), est un entraîneur français de handball. 

## Parcours
Son parcours d'entraîneur est :
- 1980 à 1985 : Conseiller technique régional des Pays-de-Loire
- 1985 à 1989 : Équipe militaire de handball du bataillon de Joinville
- 1985 à 1989 : équipe de France Espoirs
- 1989 à 1996[2] : équipe de France A, adjoint de Daniel Costantini :
  - 9e place du Championnat du monde 1990
  -  médaille de bronze des Jeux olympiques 1992
  -  finaliste du Championnat du monde 1993
  - 6e place du Championnat d'Europe 1994
  -  Vainqueur des Goodwill Games 1994
  -  Vainqueur du Championnat du monde 1995
  -  médaille de bronze de la World Cup 1996
  - 7e place du Championnat d'Europe 1996
  - 4e place des Jeux olympiques 1996
- 1994 à 1999 : US Dunkerque (Division 1 masculine).
  - 3e place du Championnat de France 1998-1999